# 谷文昌 (电视剧)
《谷文昌》是2020年首播的中国大陆电视剧，由吴子牛、黄克敏执导，刘佩琦、刘晶晶、韩童生、奚美娟、程煜、刘威、雷恪生等主演。该剧在话剧《谷文昌》的基础上创作而成，是庆祝中华人民共和国成立七十周年国家广播电视总局优秀剧目展播劇目之一。